# Södermanlands runinskrifter 282
Runinskrift Sö 282 är en runsten som tidigare låg som golvsten i Botkyrka kyrkas gamla vapenhus i Botkyrka socken på Södertörn i Södermanland. 
Vid kyrkan återfinns ännu runstenarna Sö 283, Sö 284, Sö 285 och det så kallade Botkyrkamonumentet.

## Stenen
Stenen var känd av Johannes Bureus, som 1602 skrev att den var sönderslagen i åtta delar och låg "i Botekyrkia kyrkedör". Johan Peringskiöld ritade av stenen på 1600- eller 1700-talet, och den låg kvar i vapenhuset på Richard Dybecks och Olof Hermelins tid. Då var den så nednött av kyrkobesökarnas fötter att Dybeck kallar den "nu nästan oläslig" och anser att den "knapt förtjenar uttagas". 
När Erik Brate besökte kyrkan år 1900 beskrev han att en stor bit av stenens vänstra kant, med runslinga, var borta. Då vapenhuset år 1926 byggdes om till gravkapell var stenen så sliten att man inte ens såg att den bar en inskrift. Stenen övertäcktes, och låg kvar under vapenhusets tegelgolv.
Stenens mått var enligt Sten Boije 1,6 gånger 1 meter.
Stenen återfanns i sju delar år 2024. Ingenting av långsidan hade slagits bort som Brate hade påstått.

## Inskriften
Inskriften lyder i translitterering:
Translitterering av runraden:
[uifastr × auk × hauk- × raist- stain × eftiʀ × naus × fa... ... ... ... ...(u)aka × broþur × þaiʀa]
Normalisering till runsvenska:
Vifastr ok Hauk[ʀ] ræist[u] stæin æftiʀ naus, fa[ður] ... ... ... ... broður þæiʀa.
Översättning till nusvenska:
Vifast och Hök reste stenen efter ... [sin] fader [och efter ...] sin broder.
Vifastr är ett tämligen vanligt namn på Sveriges runstenar, medan Hök inte är säkert känt från någon annan runinskrift. Runföljden naus skulle enligt Wessén kunna tolkas som en ackusativform av Hauss, vilket då skulle vara ett tillnamn med betydelsen "skallen".